# Толлефсен, Карл
Карл Генри Толлефсен (англ. Carl Henry Tollefsen; 15 августа 1882, Кингстон-апон-Халл — 10 декабря 1963, Нью-Йорк) — американский скрипач и музыкальный коллекционер.
В возрасте шести лет оказался в США, жил в Бруклине. В 1898—1902 гг. учился в Национальной консерватории Америки у Леопольда Лихтенберга, затем в 1906—1908 гг. совершенствовался в Институте музыкального искусства под руководством Франца Кнайзеля, Рубина Голдмарка и Перси Гетшуса. В 1907 году основал фортепианное трио, составившее основу его последующей известности. Пианисткой в составе трио стала жена Толлефсена Августа Шнабель-Толлефсен (нем. Augusta Schnabel-Tollefsen; 1885—1955), первым виолончелистом стал Поль Кефер (в дальнейшем партию виолончели исполняли Майкл Пенья, Пауло Группе, Виллем Дюрьё и наконец Юрий Бильстин). Трио вело обширную гастрольную деятельность по всей территории США. В 1939 г. основал Бруклинское общество камерной музыки.
Толлефсен на протяжении более чем полувека собирал коллекцию музыкальных автографов, начало которой положила записка Камиля Сен-Санса, адресованная Августе Толлефсен (с пожеланием успеха в исполнении сольной партии одного из его концертов). В дальнейшем коллекция пополнилась автографами (письменными и нотными) Гайдна, Бетховена, Шуберта, Шумана, Россини и т. д. Вторую часть коллекции составило собрание музыкальных инструментов. Вся коллекция, включая ту её часть, которая была унаследована Толлефсеном после смерти Юрия Билстина, была в 1969 году приобретена Университетом Южного Иллинойса.